# Parafia św. Kazimierza w Cleveland
Parafia św. Kazimierza w Cleveland (ang. St. Casimir's Parish) – parafia rzymskokatolicka położona w Cleveland w stanie Ohio w Stanach Zjednoczonych.
Była ona wieloetniczną parafią w diecezji Cleveland, z mszą św. w j. polskim dla polskich imigrantów.
Ustanowiona 1891 roku i dedykowana św. Kazimierzowi Jagiellończykowi.
Zamknięta 8 listopada 2009(dts).